# دانييل غويزا
دانييل غويزا (بالإسبانية: Daniel González Güiza)‏ ، من مواليد 17 أغسطس 1980 في خيريز دي لا فرونتيرا في إسبانيا ، لاعب كرة قدم إسباني.
+
يلعب مع نادي مايوركا منذ عام 2007.
بدأ باللعب مع منتخب إسبانيا لكرة القدم في عام 2007.

## روابط خارجية
- دانييل غويزا على موقع الاتحاد الدولي (مؤرشف)  (الإنجليزية)
- دانييل غويزا على موقع الاتحاد الأوربي (الإنجليزية)
- دانييل غويزا على موقع اتحاد تركيا (لاعب) (الإنجليزية)
- دانييل غويزا على موقع قاعدة بيانات كرة القدم.إي يو (الإنجليزية)
- دانييل غويزا على موقع ليكيب (الفرنسية)
- دانييل غويزا على موقع ناشيونال فوتبول تيمز (الإنجليزية)
- دانييل غويزا على موقع Soccerbase.com (لاعب) (الإنجليزية)
- دانييل غويزا على موقع Soccerway.com (الإنجليزية)
- دانييل غويزا على موقع عالم كرة القدم.نت (الإنجليزية)
- دانييل غويزا على موقع كووورة